# Galitsch
Galitsch (russisch Галич) ist eine Stadt mit 17.346 Einwohnern (Stand 14. Oktober 2010) in Russland in der Oblast Kostroma.

## Geographie
Es liegt 121 km nordöstlich der Gebietshauptstadt Kostroma am Südufer des Galitscher Sees und ist an die Transsibirische Eisenbahn (Kilometer 500 von Moskau aus) angebunden. Die nächstgelegenen Städte sind Tschuchloma (45 km nordöstlich von Galitsch) und Bui (48 km westlich).

## Geschichte

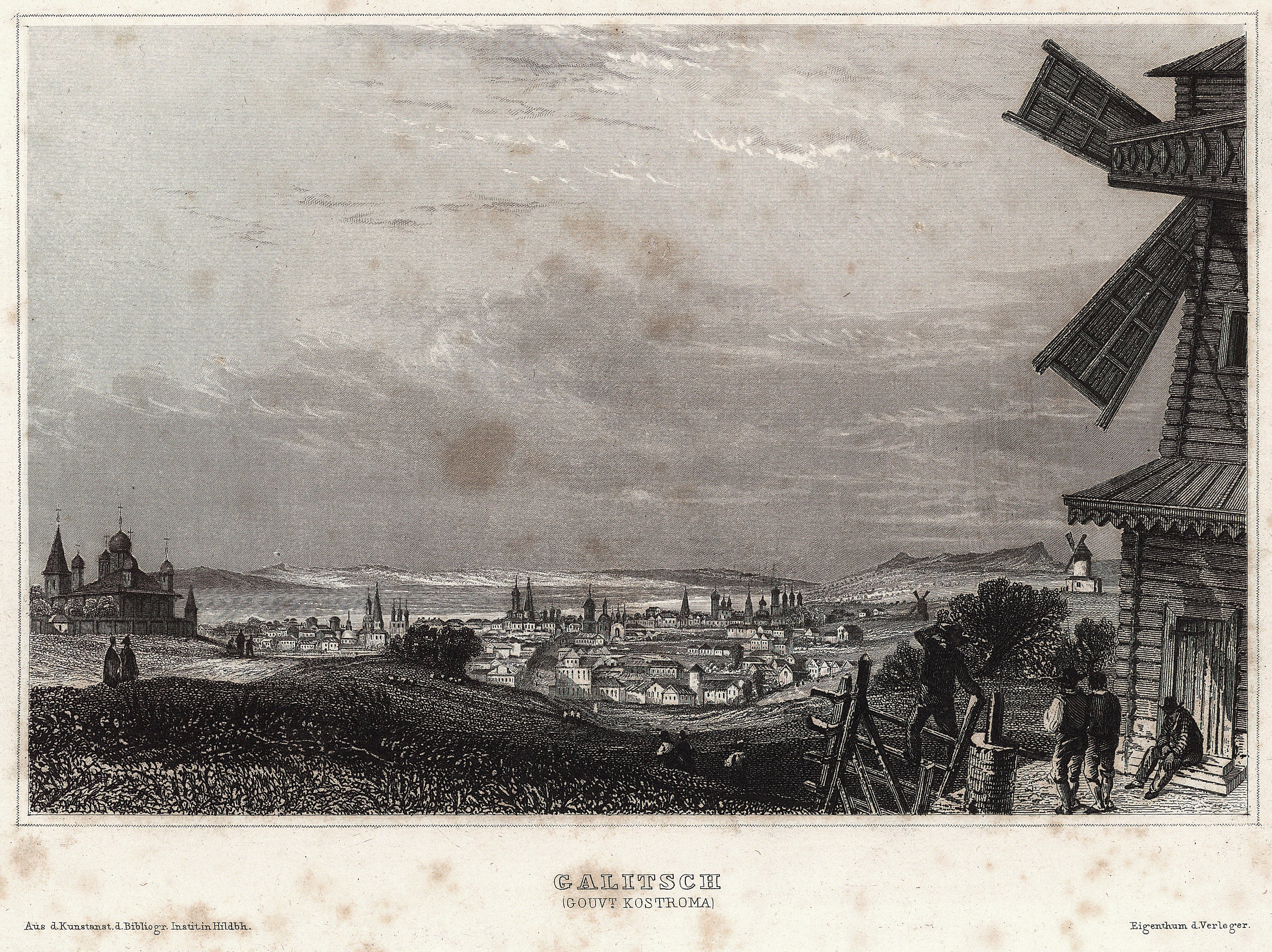
Blick auf Galitsch (ca. 1860)

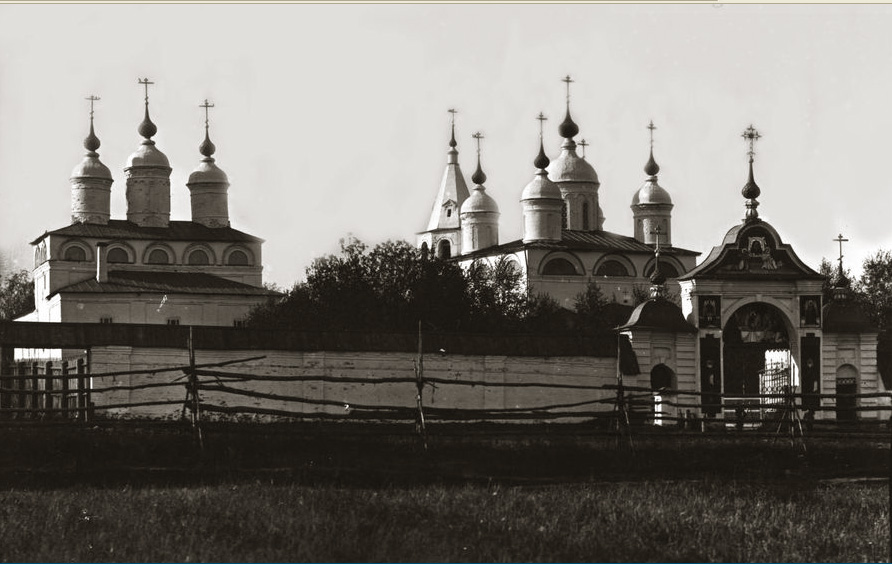
Das Paissi-Kloster in Galitsch (Aufnahme um 1900)

Als Gründungsjahr der Stadt gilt entweder 1158 oder 1159, als Galitsch laut Urkunden vom Großfürsten und Moskau-Gründer Juri Dolgoruki angelegt wurde. Benannt ist die Stadt, wie auch eine Reihe anderer alten Städte in Zentralrussland, nach einer Stadt aus den Gründerzeiten des frühmittelalterlichen Kiewer Rus, nach dem heute zur Ukraine gehörenden Halytsch.
1246 wurde Galitsch in russischen Urkunden als Hauptort eines eigenständigen Fürstentums erwähnt, das damals von einem Bruder des Nationalhelden Alexander Newski regiert wurde. 1363 verlor das Fürstentum seine Eigenständigkeit und wurde dem Großfürstentum Moskau angegliedert. Wegen andauernder Kriege zwischen den Fürstentümern nutzte Moskau Galitsch im 15. Jahrhundert als Festung, wozu auf einer Anhöhe auf dem Gebiet der heutigen Stadt Verteidigungsanlagen mit einem Erdwall errichtet wurden. Nach Jahrzehnten von Belagerungen und Kämpfen ging Galitsch 1450 endgültig an das Moskauer Großfürstentum, das nunmehr alle russischen Fürstentümer in sich vereinigte. Einige Reste der ehemaligen Befestigungsanlagen sind in Galitsch bis heute erhalten.
Im 16. Jahrhundert blühte in Galitsch, das an einem Weg in die Hafenstadt Archangelsk lag, der Handel mit Getreide und Pelzen auf. 1609 wurde der Ort während der Smuta von polnisch-litauischen Truppen angegriffen und zerstört. Dank der günstigen geographischen Lage konnte Galitsch jedoch auch im 17. Jahrhundert seine Bedeutung für den Handel wiedererlangen. 1778 erhielt es als Kreiszentrum des Kostromaer Gouvernements Stadtrechte. Seine vormalige wirtschaftliche Bedeutung verlor Galitsch jedoch zum Ende des 18. Jahrhunderts.
Im 19. Jahrhundert wurde Galitsch im Wesentlichen nach einem Generalplan der 1770er-Jahre bebaut, was sich in der Architektur der Stadt bis heute teilweise widerspiegelt. Während der Sowjetzeit wurden hier größere Industriebetriebe aufgebaut, wobei Galitsch zeitweise zum sogenannten Iwanowoer Industriebezirk gehörte.

### Bevölkerungsentwicklung
| Jahr | Einwohner |
| ---- | --------- |
| 1897 | 6.237     |
| 1926 | 8.875     |
| 1939 | 13.695    |
| 1959 | 16.119    |
| 1970 | 19.374    |
| 1979 | 21.270    |
| 1989 | 21.652    |
| 2002 | 19.151    |
| 2010 | 17.346    |

Anmerkung: Volkszählungsdaten

## Wirtschaft und Infrastruktur
Bedeutend sind in Galitsch der Maschinenbau, die Metallindustrie sowie die Holz- bzw. Möbelindustrie.
In der Nähe von Galitsch existiert ein 350 Meter hoher Sendemast zur Verbreitung von UKW- und TV-Programmen.

## Sehenswürdigkeiten
Das älteste erhaltene Bauwerk in Galitsch ist das ehemalige Paissi-Kloster aus dem 15. Jahrhundert. Im Zentrum der Stadt findet man eine Reihe historischer Bauten aus dem 19. Jahrhundert, darunter die Verkündigungskathedrale (1815) und die ehemaligen Handelsreihen (1825). Die Stadt besitzt auch ein Heimatmuseum.

## Söhne und Töchter der Stadt
- Feodossi Krassowski (1878–1948), Geodät
- Michail Saschin (1818–1885), russischer Landschaftsmaler